# Бетмен: Три Джокери
«Бетмен: Три Джокери» (англ. «Batman: Three Jokers») — комікс про таємницю трьох Джокерів від сценариста Джеффа Джонса, ілюстратора Джейсона Фейбока та кольориста Бреда Андерсона. Комікс випускається як частина імпринту DC Black Label. Три випуски міні-серії ще не мають дати виходу.

## Історія
Під час своєї міжнародної панелі на Comic-Con Джонс поділився поглядом на першу обкладинку від Фейбока для міні-серії з трьох випусків, яку сценарист описав як «обґрунтовану, емоційну історію про таємниці Джокера… серія буде зосереджена на Брюсі, Барбарі й Джейсоні.» Джонс пообіцяв, що, хоча книга буде частиною імпринту Black Label, проте всі її елементи будуть відбуваються в основній безперервності всесвіту DC.
Проєкт вперше був оголошений під час квітневої конвенції C2E2, де цікаве питання шанувальника щодо таємниці «трьох Джокерів» привело до того, що Джонс і Фейбок почали працювати над цим проєктом.
Саме у Justice League #42 — друга частина сюжету Джонса і Фейбока «Darkseid War» — Бетмен використовує нещодавно придбані повноваження Крісла Мебіуса, щоб поставити два питання: «Хто насправді убив моїх батьків?» і «Яке було справжнє ім'я Джокера?». Проте тільки через вісім місяців — у день, коли вийшли комікси Justice League #50 та DC Universe: Rebirth #1, — читачі нарешті дізналися, що саме Крісло Мебіуса сказало Бетмену: «Їх три.» І згодом усім стало зрозуміло, що ця відповідь була буквальною, а не фігуральною.
«Я ніколи не робив історію Бетмена за межами Бетмен: Земля один, і якщо я збираюся розповісти історію Бетмена, я хочу, щоб це було приголомшливо і круто, щоб це була така історія, яку раніше ще ніхто ніколи не бачив. Це історія про розділений біль між Брюсом, Барбарою і Джейсоном та про те, як деякі шрами гояться неправильно, а деякі — правильно», — каже Джонс. «Я думаю про це як про жартівливу історію.»
«До кінця цієї серії Брюс і Джокер(и) матимуть відносини, які абсолютно відрізняються від тих, які у них були раніше», — додає Джонс. «Є дуже весела сцена, де Джокер керує цією вантажівкою, і він дістається до лісу, і він підійматися у якусь хатину, а там є ще один Джокер, що стоїть там у дверях, одягнений у гавайську сорочку, і Джокер, який під'їхав, каже: „Це моя сорочка“.»
26 вересня 2019 року художник коміксу опублікував у своєму твіттер-аккаунті панель з Бетменом та Бетдівчиною. Також повідомляючи, що робота над коміксом займає більше часу за стандарт, і що він намагається зробити усе якнайкраще.